# Utvrda na Gradini kod Drvenika
Gradina, tvrđava kod zaseoka Kostanića na brdu Gradini kod Drvenika, predstavlja zaštićeno kulturno dobro.

## Opis dobra
Istočno od zaseoka Kostanić na brdu zvanom Gradina smješten je fortificirani sklop koji se sastoji od ruševnog obrambenog zida s nizom puškarnica koji slijedi topografske karakteristike brda i višekatne kule s nizom puškarnica na sjeveru. Na ovom je lokalitetu prisutan kontinuitet života od prapovijesti, a pronađeni su ostaci prapovijesne i antičke keramike. Utvrda se spominje već u XV. stoljeću, u posjedu humskih knezova Vlatkovića, a godine 1686. Turci su je osvojili i zapalili. U podnožju tvrđave sačuvani su arheološki ostaci crkve sv. Kuzme i Damjana.

## Zaštita
Pod oznakom Z-5924 zavedena je pod vrstom "nepokretna kulturna baština - pojedinačna", pravna statusa zaštićena kulturnog dobra, klasificirano kao "vojne i obrambene građevine".